# Markt 20 (Sittard)
Het pand De Gats (Markt 20) is een hoekpand aan de Markt en de Gats in de Nederlands-Limburgse stad Sittard. Het pand is voorzien van een houten skelet en aan de buitenzijde vakwerk. Het is in 1967 in het monumentenregister opgenomen als rijksmonument.

## Geschiedenis
Het hoekpand werd omstreeks 1535 gebouwd als werk-woonhuis, wat te zien is aan de overkragende verdiepingen. Als skelet werd een houten skelet gebruikt, dat op sommige plekken ook buiten zichtbaar is. De benedenverdieping is kleiner in oppervlak dan de bovengelegen verdiepingen, omdat deze telkens overkragend werd gebouwd ten opzichte van de ondergelegen verdieping.
Het pand werd in 1971-72 door Stichting Jacob Kritzraedt gerestaureerd. Tijdens deze restauratie bleek dat De Gats niet een gewone puntgevel heeft, maar een vakwerkgevel met overkragingen. De 19e-eeuwse winkelpui werd eveneens verwijderd en vervangen door een nieuwe pui met vakwerk, waardoor de voorgevel weer stilistisch een geheel vormt. De overkragingen waren aan de zijgevel wel al bekend, die waren zelfs een reden van de aanwijzing als rijksmonument.

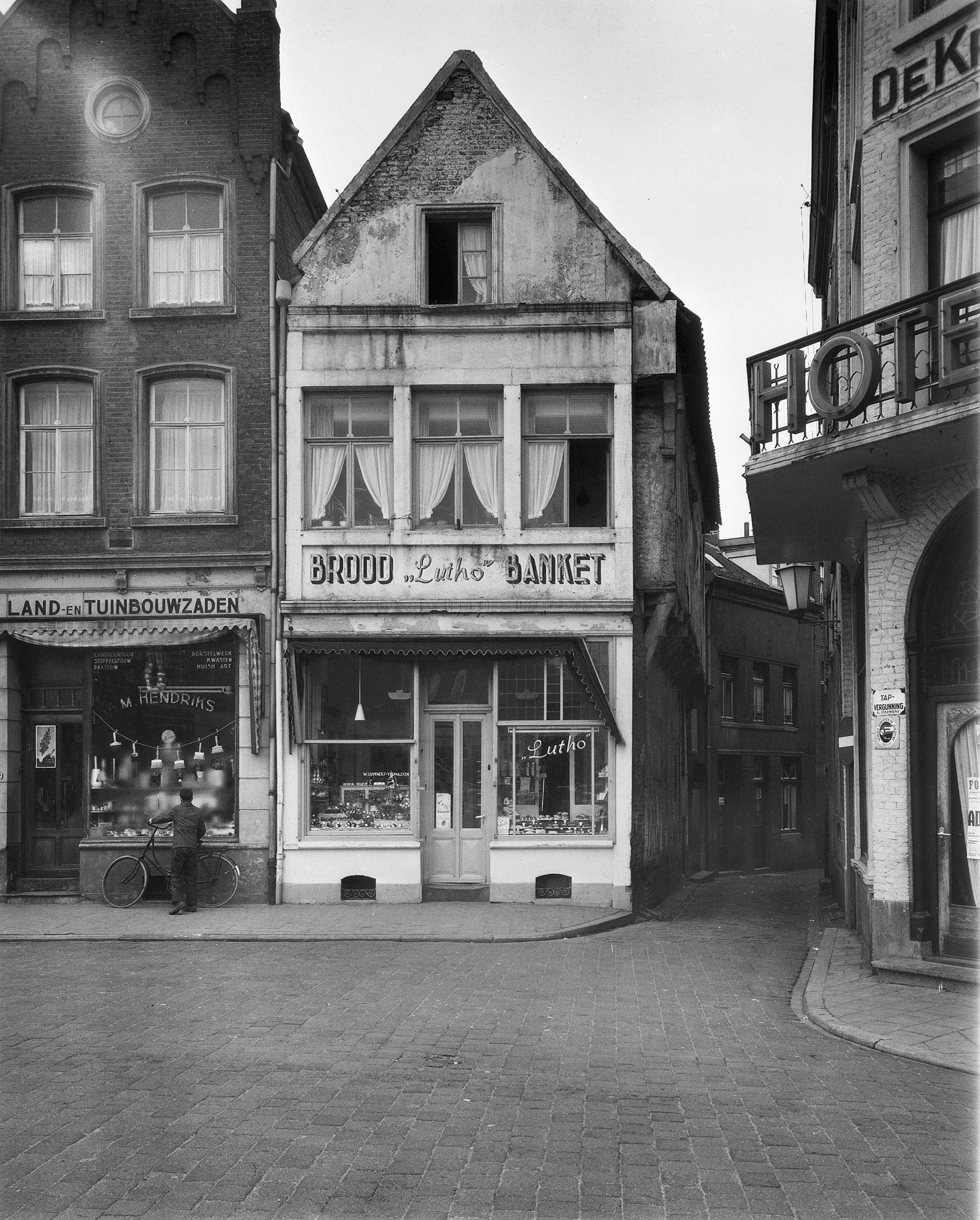
Maart 1959
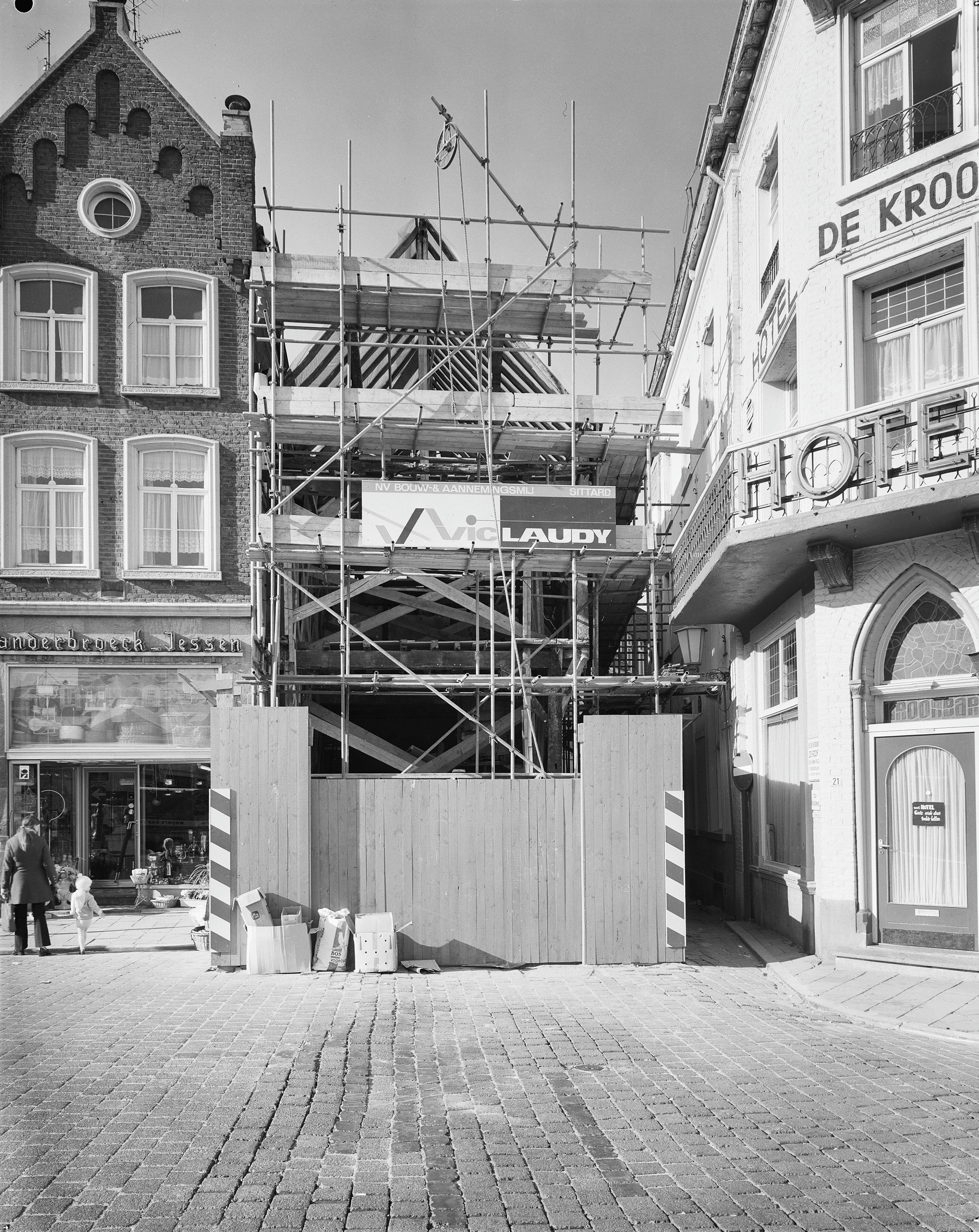
Restauratie in oktober 1971
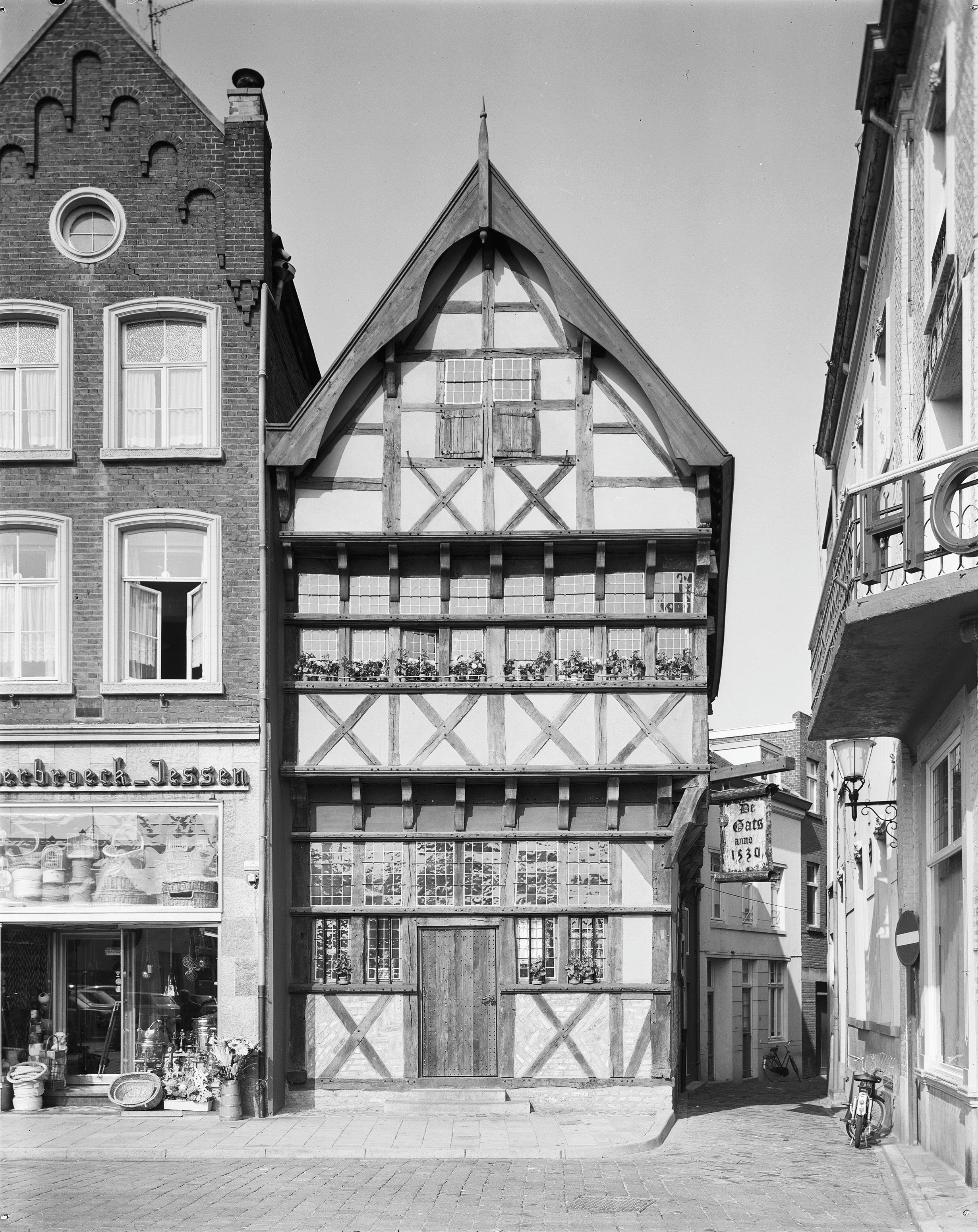
Na restauratie oktober 1971

## Exterieur
De rest van het pand is ouder en stamt, na de restauratie, grotendeels uit de 16e eeuw. De zijgevel is, net als de voorgevel, overkragend en voorzien van vakwerk. Op de hoek wordt de zijgevel ondersteund door een hoekschoor, waardoor de voor- en zijgevel samen overkragen.

## Interieur
De benedenverdieping is in gebruik als horecagelegenheid. Hier is ook het houten skelet zichtbaar.

## Bron
- Monumentnummer: 33699 Markt 20 6131 EK te Sittard. Rijksdienst voor het Cultureel Erfgoed (20 november 2020). Gearchiveerd op 14 juni 2021. Geraadpleegd op 28 december 2020.